# تی‌ای‌سی کلمبیا
تی‌ای‌سی کلمبیا (به انگلیسی: TAC Colombia) یک شرکت هواپیمایی با کد یاتا TAC است که در ۱۹۹۵ میلادی تأسیس شده‌است. دفتر مرکزی تی‌ای‌سی کلمبیا در کالی، کلمبیا واقع شده‌است و به ۲۰ مقصد، پرواز انجام می‌دهد.